# 앨리 애새도프

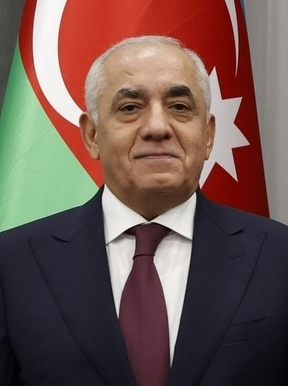
앨리 애새도프(2022년)

앨리 히다얘트 오글루 애새도프(아제르바이잔어: Əli Hidayət oğlu Əsədov, 러시아어: Али Идаят оглу Асадов 알리 이다야트 오글루 아사도프[*], 1956년 11월 30일~)는 아제르바이잔의 정치인이다. 2019년 10월 8일부터 아제르바이잔의 총리로 재임 중이다.
| 전임 노브루즈 맴매도프 | 아제르바이잔의 총리 2019년-현재 | 후임 현직 |